# Pak Ou
 (août 2019).
Pak Ou est un village du Laos situé dans la province de Luang Prabang, dans le district de Pak Ou, à l'est de Luang Prabang. C'est dans ce village que se trouvent les grottes de Pak Ou.

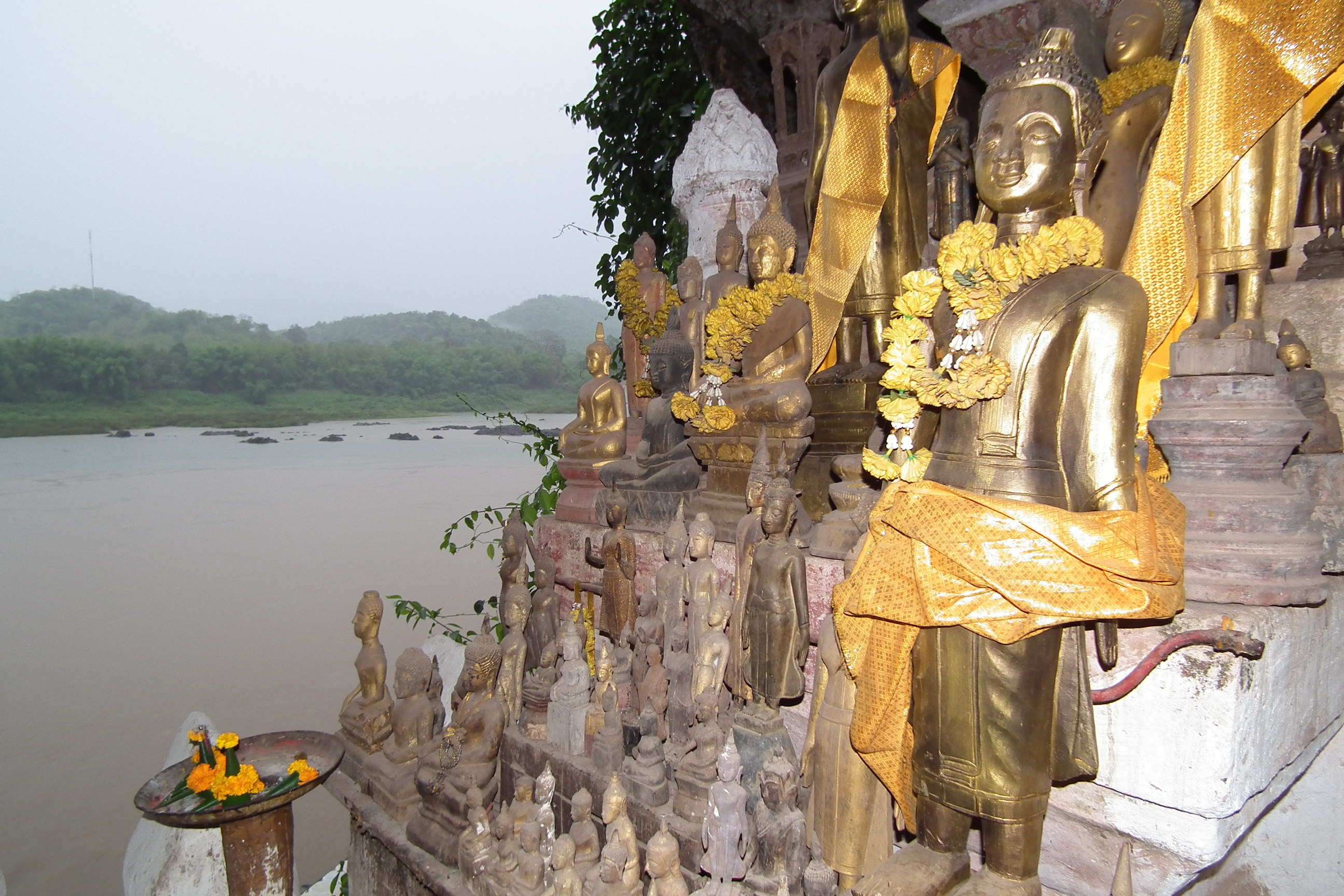
Un aspect des grottes de Pak Ou, surplombant le Mékong.